# (187638) Greenewalt
(187638) Greenewalt est un astéroïde de la ceinture principale.

## Description
(187638) Greenewalt est un astéroïde de la ceinture principale. Il fut découvert le 11 février 2007 à l'observatoire Airglow dans les montagnes Laurel (à l'ouest de la Pennsylvanie) par David R. Skillman. Il présente une orbite caractérisée par un demi-grand axe de 2,48 UA, une excentricité de 0,11 et une inclinaison de 7,0° par rapport à l'écliptique.

## Compléments